# Cyphon perses
Cyphon perses es una especie de coleóptero de la familia Scirtidae.

## Distribución geográfica
Habita en Irán.